# 髪フェティシズム
髪フェティシズム（かみフェティシズム）とはフェティシズムの一種で、頭髪に性的魅力を感じる場合を指す。海外ではヘア・フェティシズムまたはトリコフィリア、日本では髪フェチとも称される。

## 概要
髪フェティシズムは古くから知られる存在であり、ヨーロッパではクラフト＝エビングなどの多くの性科学者が研究対象としている。例えば「コレクターは分別が付いてから始めることが多いが、フェティシストは分別が付く前や青年期など、かなり早い時期からその性向を示す」とはフロイトが提唱しているものであるが、髪フェティシズムを研究する性科学者の多くもこれを支持しているという。ほかにも「コレクターが1本1本集めるのに対し、フェティシストは束で集める」などの研究結果があるという。
重度のフェティシストの中には、その抑えがたい性的執着心ゆえに、長い髪の女性を付け狙って切り取るという者も19世紀から20世紀半ばには多く存在したという。そのような者は1日に何度も髪を切る行為を行うことも少なくなく、デパート前の雑踏の中で髪を切り取るという行為を5回に渡って行い、そうして得られた髪を詰めた大きなビニール袋を持っているところを見つかって逮捕されたケースや、マグヌス・ヒルシュフェルトが発表した、女性のポニーテールを1日で24回切ったケースなども存在する。ただし、このような奇行を行う者が出回っていたのは1960年ごろまでの話であり、それ以降はほとんど見られなくなったという。その主要因は、「切る」髪フェティシストの対象であったお下げ髪やポニーテールに変わってショートカットが登場するといったヘアスタイルの流行の変化だと言われている。ヨーロッパ各国の首都では2002年時点で、逮捕される「切る」髪フェティシストは年間2 - 3人程度と見られているという。
「切る」以外の重度の髪フェティシストには、埋葬してすぐの死体を掘り起こして毛を剥ぎ取るケース、頭頂部を剃られた頭だけが見つかったという刑事事件のケースなどがあったことも、ヨーロッパ各国の公式発表に挙げられている。また、バスなどの混雑した場で「キスをする」髪フェティシストなども存在し、性科学者のハヴロック・エリスは、「キスをする」髪フェティシストはアップスタイルを好むという研究結果を発表している。ほかにはテッド・バンディは「真ん中分けを好む」髪フェティシストとして知られている。
「触る」フェティシストの中には「床屋」フェティシストの存在がある。クラフト＝エビングはドイツの性科学者グラノフの研究を引用しており、そこでは「床屋」フェティシストの抑圧が語られている。
第1次世界大戦に赴く兵士や武勲詩『ファイエルの貴婦人とクシー氏』のクシーなどに見られるように、最愛の人の髪を身につける行為などにも、そのセクシュアリティが見られるという。
「性的フェティシズムの対象」となり得る身体の器官や部位の順位としては、足とその付属物（靴やストッキングなど）に次いで2位に挙げられ、尻や胸やその付属物（パンティ、ブラジャー、ガーターなど）を大きく引き離しているとする調査結果もある。

## 断髪フェチ
このフェチを持つ者にとっては、女性の断髪シーンは性的興奮を伴うものである。相手の同意を得ない形での断髪フェチの歴史は古く、19世紀から20世紀半ばにかけて、ヨーロッパで横行していたことは前述の通りである。異端の断髪フェチとして、1954年にアメリカの雑誌『セクソロジー』で紹介された、女性に女性自身で断髪してもらうという断髪フェチも存在するという。
1988年の松苗あけみの漫画『HUSH!』の冒頭では、ヒロインが美容院で長い髪を切り落とされているのを目撃した男主人公が「女の子が髪を切る姿はゾクゾクしないか？」と表現している。